# Chiesa di Santa Maria dei Servi (Cesena)
La chiesa di Santa Maria dei Servi è un edificio di culto cattolico situato in piazzetta Ravaglia, nel centro storico di Cesena.

## Storia
Un preesistente complesso religioso venne probabilmente ricostruito nel 1240, e nel 1367, vi si insediarono i "Servi di Maria".
Come per molti degli edifici sacri di Cesena, a fine del ’400 si procedette a una ricostruzione dell'intero complesso. Tra il 1756 e il 1765, la chiesa assunse le forme attuali su progetto di Pietro Carlo Borboni, mentre il convento, ricostruito tra il 1776 e il 1797 da Azzoli, venne poi lasciato incompiuto per l'arrivo dei francesi. Soppresso l'ordine dei Serviti, dal 1834 si insediarono nel complesso i "Missionari del Preziosissimo Sangue".

## Architettura

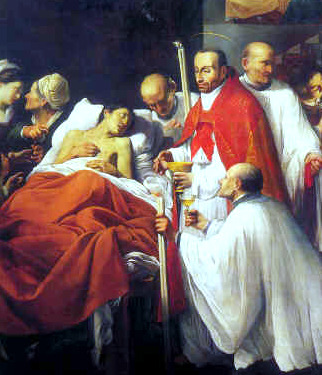
San Carlo Borromeo comunica un appestato di Carlo Saraceni.

La chiesa costituisce la "fabbrica" dove il talento del Ticino Pietro Carlo Borboni (massimo architetto sia civile che religioso della città a metà Settecento) poté esprimersi più compitamente. Sua è la facciata, sobria, con portale e finestre di gusto borromiano e timpano triangolare; suo il campanile, del tutto simile a quello di Sant'Agostino; suo il progetto dell'interno, ad un'unica navata e sei cappelle con pregevoli stucchi e confessionali.

### Interno
In controfacciata, a sinistra Madonna con Bambino di un autore ignoto; a destra Monumento funebre a Margherita Tiberti (XVI secolo) e Madonna col Bambino, anch'esso di un autore ignoto. Nel presbiterio, Annunciazione del pittore di scuola forlivese Livio Modigliani, eseguita col figlio Gianfrancesco, del 1602; una Pietà; l'altare sormontato do un Crocifisso; quadri conIrene che soccorre San Sebastiano e Gesù crocifisso con San Giovanni Evangelista, Vergine e Maddalena del 1514. L'organo muto (le canne sono state rubate durante la seconda guerra mondiale), con solo le canne di facciata, occupa il transetto sinistro

### Le cappelle
La prima cappella a destra reca Gesù guarisce San Pellegrino Laziosi (XVIII secolo. La successiva presenta, in preziosa ancona lignea, una scultura de La Vergine addolorata con Cristo morto di Giovan Battista Ballanti Graziani . Un dipinto con Gloria di San Filippo Benizi del Lascari (fine Seicento) occupa la terza cappella di destra.
A sinistra nella terza cappella si trova un dipinto con San Gaspare del Bufalo fondatore dei Missionari del Preziosissimo Sangue. Segue, in preziosa ancona lignea, il notevole San Carlo Borromeo comunica un appestato di Carlo Saraceni del 1618, donato alla chiesa nel 1676 dal cardinale cesenate Francesco Albizzi; nella cimasa, Assunzione della Vergine di un autore incerto. Infine, nella prima cappella di sinistra si trova una scultura con Angelo e Santa Rita.